# Dipartimento di Vavoua
Il dipartimento di Vavoua è un dipartimento della Costa d'Avorio situato nella regione di Haut-Sassandra, distretto di Sassandra-Marahoué.
La popolazione censita nel 2014 era pari a 400.912 abitanti. 
Il dipartimento è suddiviso nelle sottoprefetture di Bazra-Nattis, Dananon, Dania, Kétro-Bassam, Séitifla e Vavoua.